# WWE Magazine
WWE Magazine é a revista oficial sobre wrestling profissional da empresa WWE. A revista contém informações sobre a vida Kayfabe dos wrestlers, informações sobre os eventos, entretenimento e outras coisas.
A primeira edição da revista ocorreu durante os anos 80, quando ainda era chamada de WWF Victory Magazine. A revista também traz informações sobre os bastidores e eventos ainda não divulgados, como por exemplo, o retorno de Chris Jericho à RAW em 19 de Novembro de 2007.